# Jiří Klein (sochař)
Jiří Klein (14. října 1939 Slaný – 29. července 1989 Praha) byl akademický sochař.

## Život
V letech 1955–1959 studoval Střední průmyslovou školu sochařskou a kamenickou v Hořovicích. V roce 1960 pokračoval studiem na Akademii výtvarných umění v Praze pod vedením profesora Karla Hladíka, kde své studium ukončil roku 1966. Právě v roce 1966 měl první samostatnou výstavu v Divadle ABC v Praze, následovaly výstavy v Ústí nad Labem, Duchcově a dalších městech. Tvořil převážně z kamene. Jeho dílo je zastoupeno v Severočeské galerii v Litoměřicích, Galerii moderního umění v Roudnici nad Labem a dalších.

## Díla
- Otisky země, beton, 1974,[4] Chomutov[5]
- Matka a dítě, kámen, Bílina[5]
- Reliéf pro obchodní středisko na sídlišti Kovářská, 1979[6]
- Na slunci, Ustí nad Labem[7]
- Trojice, pískovec, 1970,[8] Chomutov[8]
- Školáci, Chomutov[9]

## Galerie

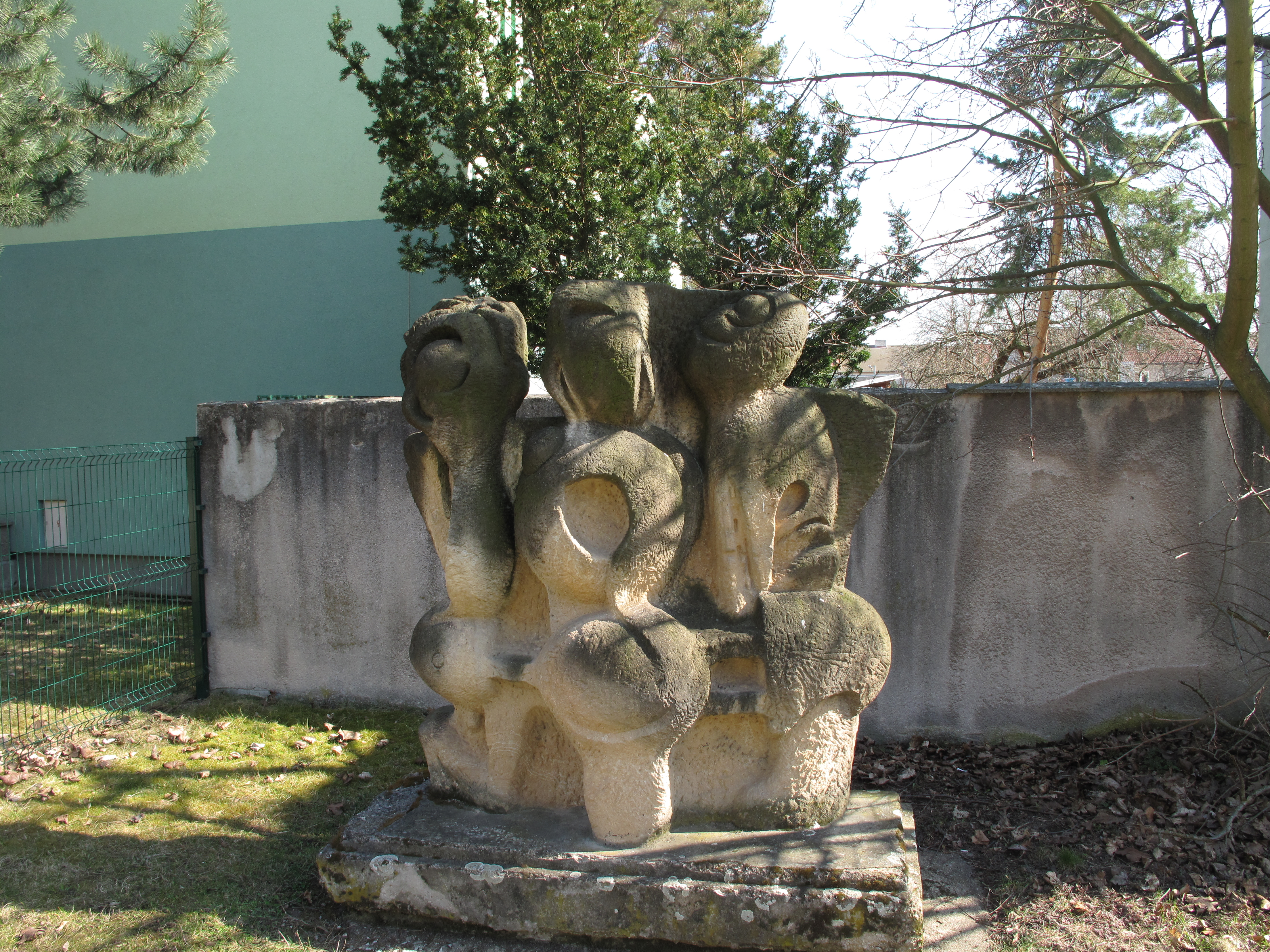
Plastika ve Václavské ulici v Chomutově, 1972
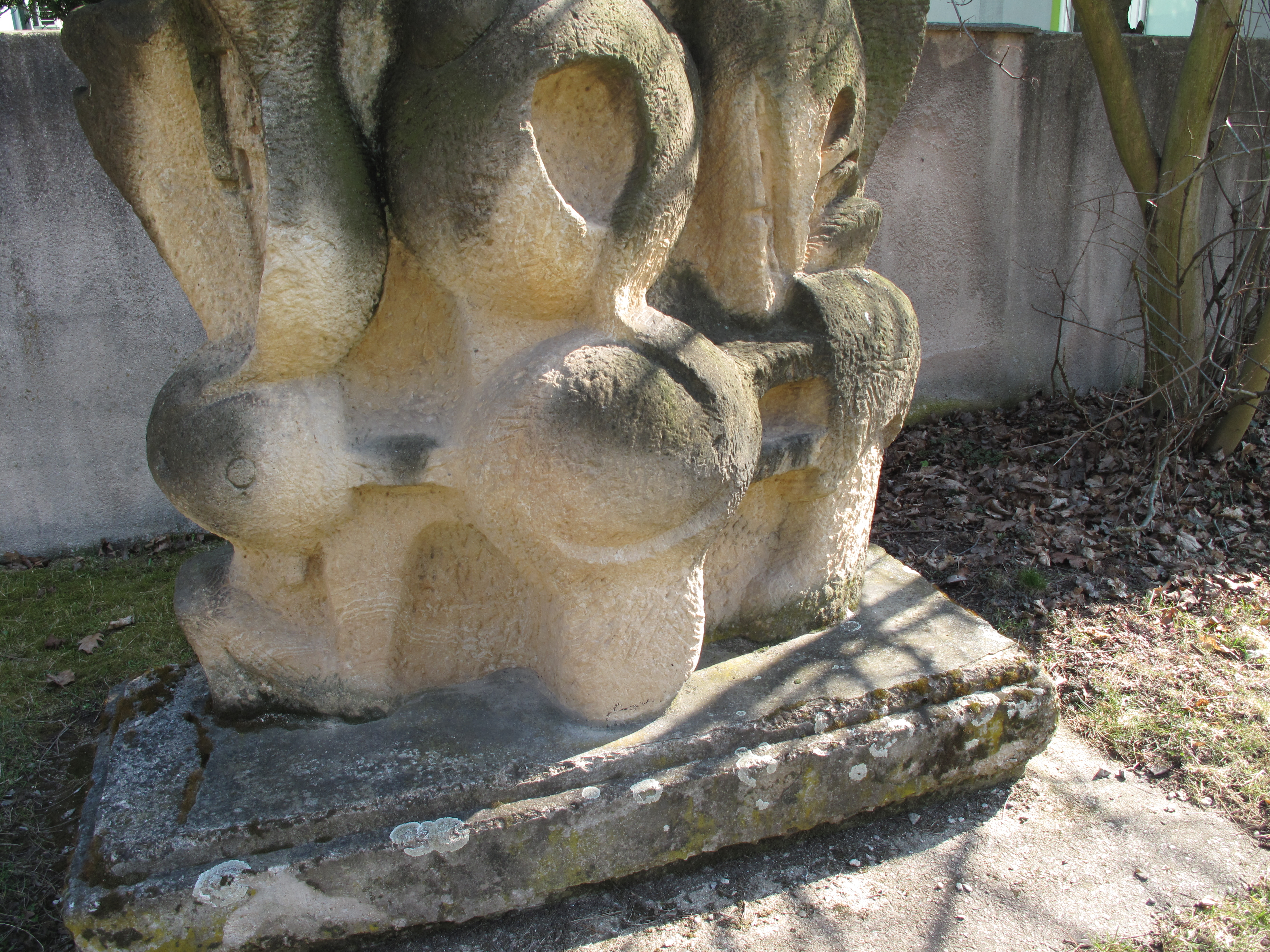
Detail
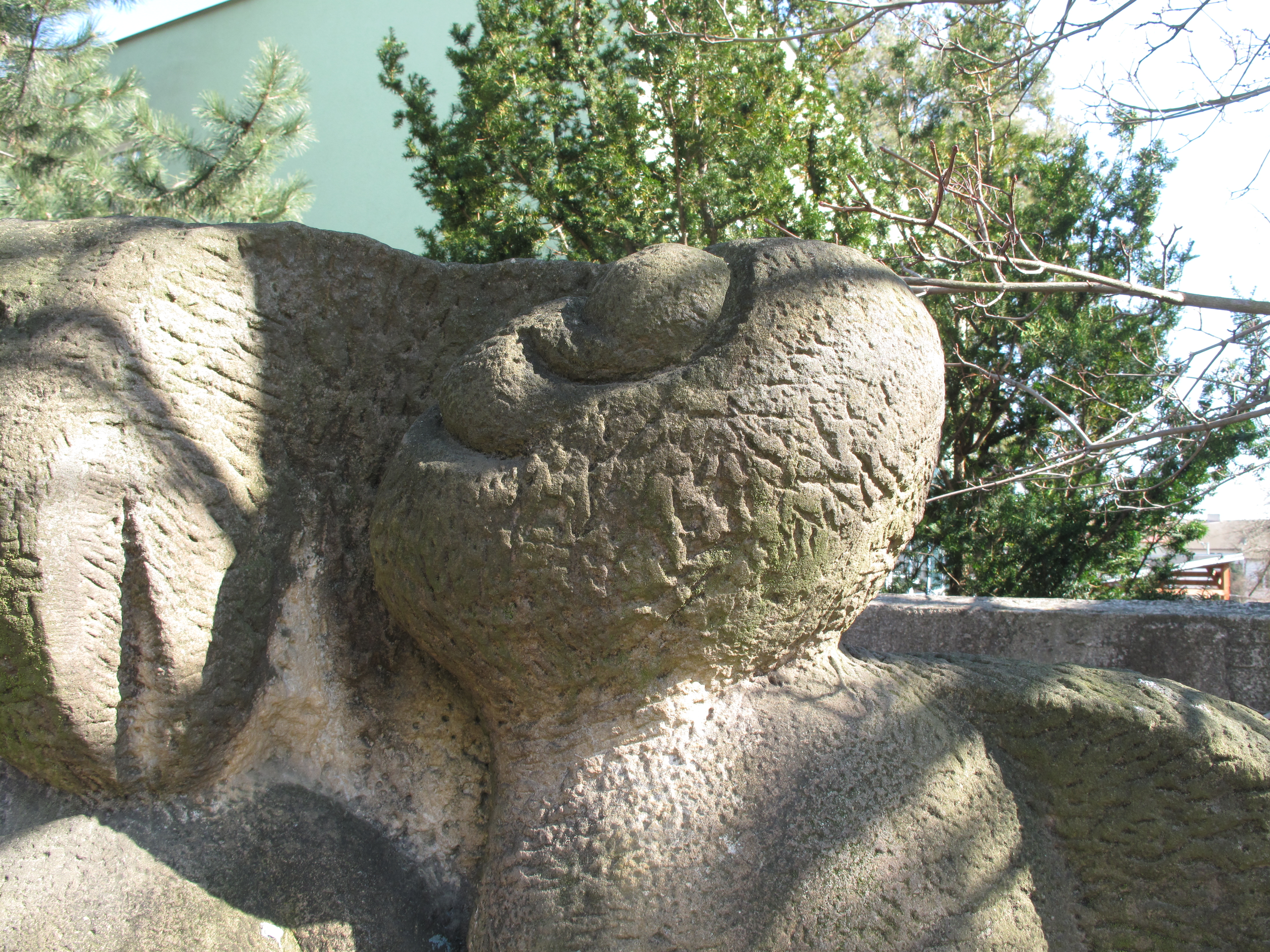
Jiný detail
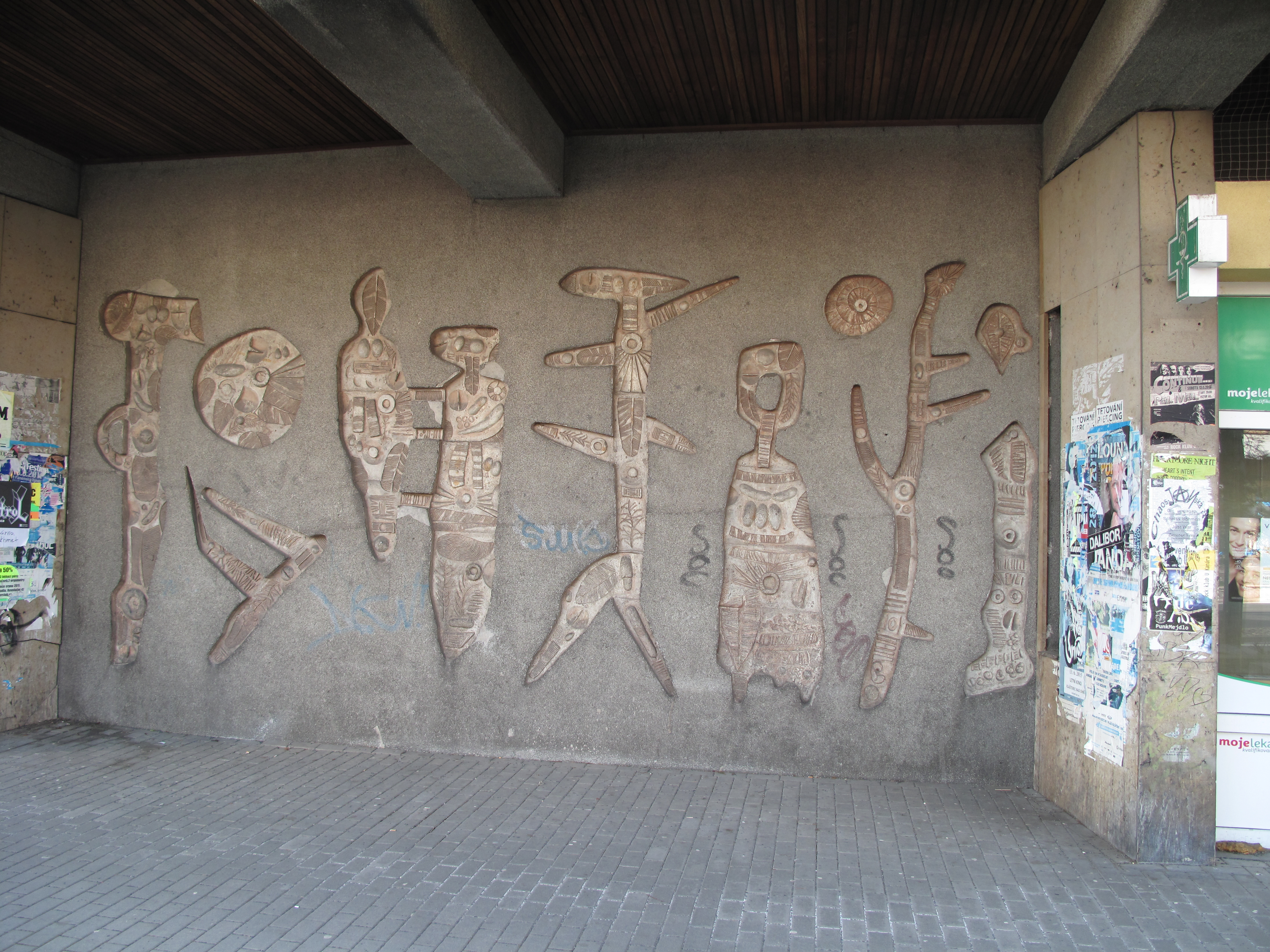
Reliéf Otisky země na Palackého ulici v Chomutově, 1974
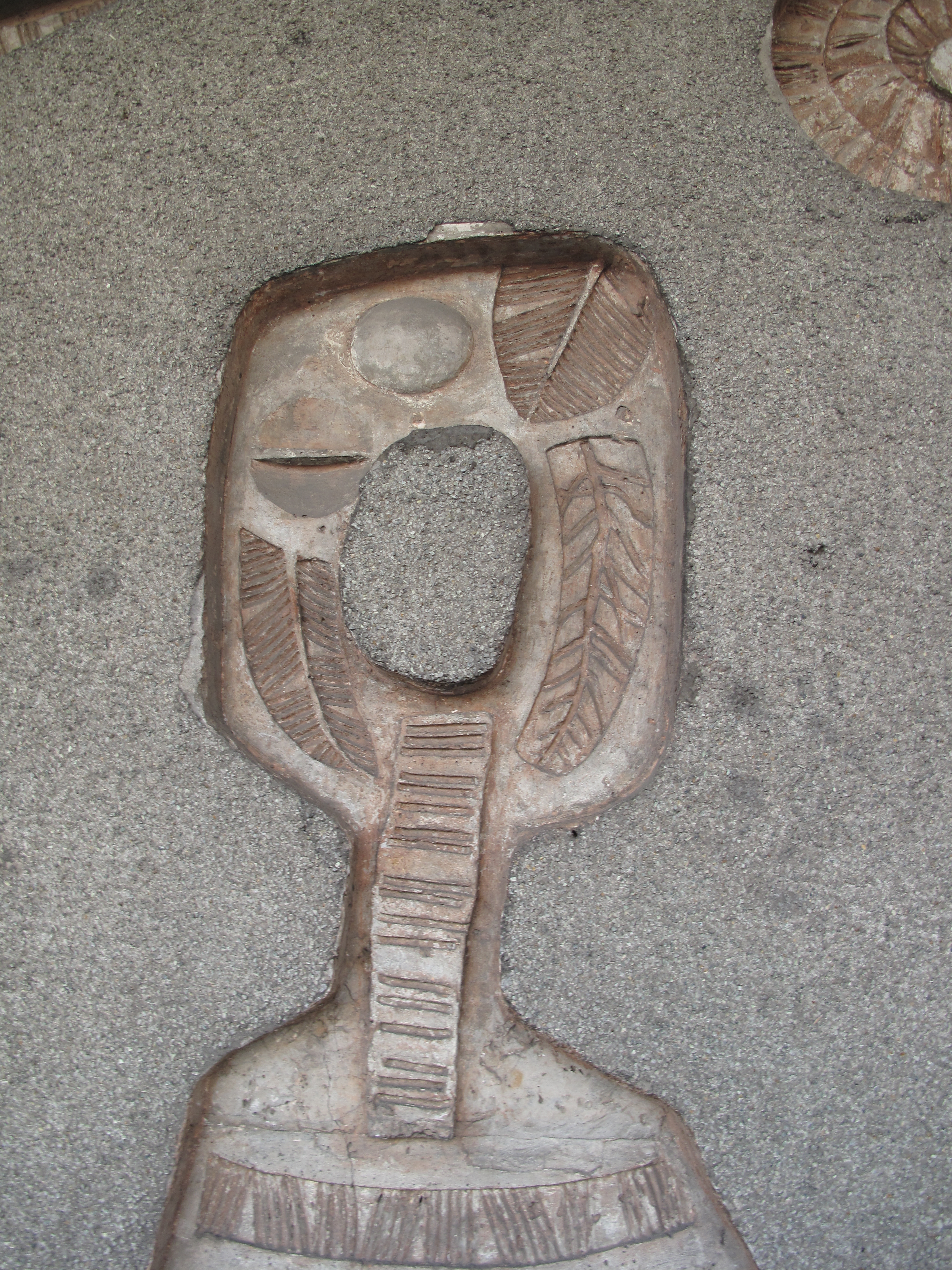
Detail reliéfu
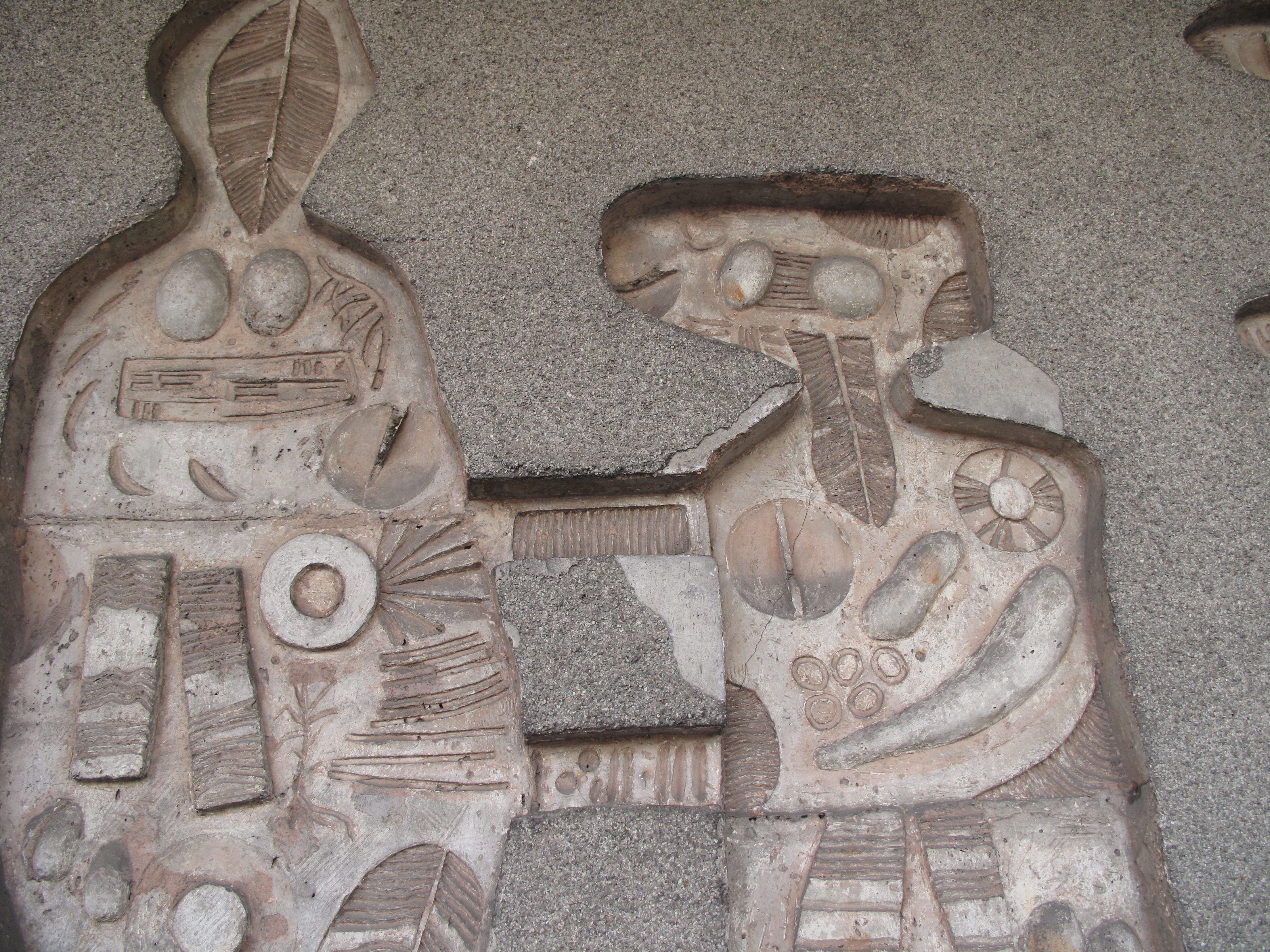
Jiný detail reliéfu
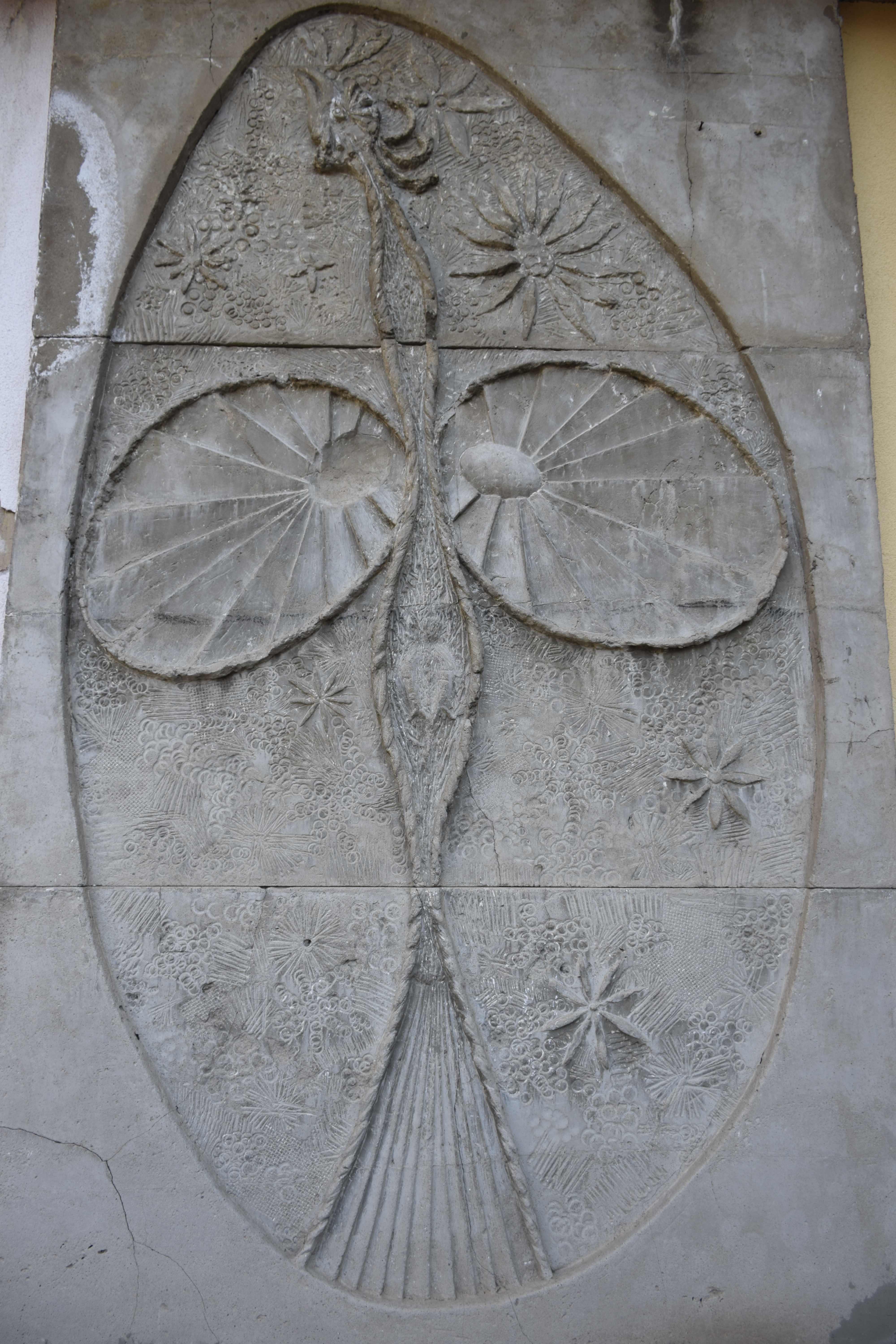
Betonový reliéf Na slunci z roku 1983 ve Stříbrnické ulici v Ústí na Labem